# Steffen Grummt
Steffen Grummt (ur. 15 września 1959 w Wilkau-Haßlau) – niemiecki dziesięcioboista i bobsleista reprezentujący NRD, trzykrotny medalista mistrzostw świata.

## Kariera
Początkowo Grummt uprawiał lekkoatletykę, specjalizując się w dziesięcioboju. Był między innymi czwarty na lekkoatletycznych mistrzostwach Europy w Atenach w 1982 roku oraz ósmy na rozgrywanych rok później mistrzostwach świata w Helsinkach. W 1980 roku wystartował na igrzyskach olimpijskich w Moskwie, kończąc rywalizację w dziesięcioboju na ósmej pozycji.
Pierwsze sukcesy w bobslejach osiągnął w 1985 roku, kiedy wywalczył dwa medale podczas mistrzostw świata w Cervinii. Najpierw w parze z Detlefem Richterem zdobył srebro w dwójkach, a następnie wspólnie z Bernhardem Lehmannem, Matthiasem Trübnerem i Ingo Voge zwyciężył w czwórkach. Ponadto na rozgrywanych w 1986 roku mistrzostwach świata w Königssee razem z Richterem zdobył brązowy medal w dwójkach. Nigdy nie wystąpił na zimowych igrzyskach olimpijskich.
Jego żoną jest pływaczka Kornelia Ender.